# Konetontli ilitchi
Espèce
Konetontli ilitchi est une espèce de scorpions de la famille des Vaejovidae.

## Distribution
Cette espèce est endémique du Colima au Mexique. Elle se rencontre vers Coquimatlán.

## Description
La femelle holotype mesure 15,9 mm.

## Publication originale
- González-Santillán & Prendini, 2015 : « Systematic revision of the North American syntropine vaejovid scorpions with a subaculear tubercle, Konetontli González-Santillán and Prendini, 2013. » Bulletin of The American Museum of Natural History, no 397, p. 1-78 (texte intégral).